# Frasso Telesino
Frasso Telesino là một đô thị ở tỉnh Benevento trong vùng Campania, có vị trí khoảng 40 km về phía đông bắc của Napoli và khoảng 20 km về phía tây của Benevento. Tại thời điểm ngày 31 tháng 12 năm 2004, đô thị này có dân số 2.626 người và diện tích là 22,3 km².
Đô thị Frasso Telesino có các frazione (đơn vị cấp dưới) Nansignano.
Frasso Telesino giáp các đô thị: Cautano, Dugenta, Melizzano, Sant'Agata de' Goti, Solopaca, Tocco Caudio, Vitulano.
American jazzmusician Mike Mosiello was born in Frasso Telesino and was in 2003 honored with a plaque in his old home town .